# Médaille commémorative française de la guerre 1939-1945
La Medaglia commemorativa di guerra 1939-1945 (in francese: "Médaille commémorative de la guerre 1939-1945") fu una medaglia commemorativa della Repubblica Francese istituita il 21 maggio 1946 per riconoscere la partecipazione individuale alla seconda guerra mondiale.

## Istituzione della medaglia
La medaglia di guerra commemorativa 1939-1945 è stata assegnata a tutti i soldati in servizio sotto l'autorità francese o sotto un governo francese in stato di guerra contro le nazioni dell'Asse, o presenti a bordo di una nave da guerra o mercantile armata sotto queste stesse autorità e/o governi; ai cittadini francesi, militari o civili, che hanno combattuto contro le forze dell'Asse o loro rappresentanti; a militari stranieri che prestarono servizio come francesi in formazioni in guerra contro le forze dell'Asse.
Un decreto del 1949 aggiungeva ulteriormente i membri della resistenza passiva francese come potenziali destinatari della medaglia di guerra commemorativa del 1939-1945.

## Descrizione della medaglia
La medaglia è prodotta in forma esagonale e coniata in bronzo. È 28 mm nella sua massima larghezza e 38 mm di altezza escluso l'anello di sospensione. Il dritto reca l'immagine in rilievo di un gallo sovrapposto davanti a una croce di Lorena, le ali spiegate e in piedi su una catena spezzata. Il retro reca l'iscrizione semicircolare in rilievo "RÉPUBLIQUE FRANÇAISE" ("REPUBBLICA FRANCESE") su un rametto di foglie di alloro e l'iscrizione su tre righe "GUERRE" "1939" "1945" ("GUERRA" "1939 " "1945").
La medaglia pende da un nastro che passa attraverso l'anello di sospensione incorporato della medaglia. Questo nastro di seta moiré è largo 36 mm e di colore azzurro con strisce verdi di 3 mm bordate di rosso da 1 mm ai bordi, al centro una serie verticale di lettere "V" rosse che denotano "Vittoria".

### Barrette
Sul nastro possono essere indossati dodici barrette che corrispondono a dodici teatri operativi:
- FRANCE (Francia): per le operazioni dal 3 settembre 1939 al 25 giugno 1940;
- NORVÈGE (Norvegia): per le operazioni dal 12 aprile 1940 al 17 giugno 1940;
- AFRIQUE (Africa): per le operazioni dal 25 giugno 1940 al 13 maggio 1943;
- LIBÉRATION (Liberazione): per le operazioni in Corsica o nella Campagna di Francia dal 25 giugno 1940 all'8 maggio 1945;
- ALLEMAGNE (Germania): per le operazioni dal 14 settembre 1944 all'8 maggio 1945;
- EXTRÊME-ORIENT (Estremo Oriente): per le operazioni (anche negli oceani Indiano e Pacifico) tra il 7 dicembre 1941 e il 15 agosto 1945;
- GRANDE-BRETAGNE (Regno Unito): per le operazioni dal 25 giugno 1940 all'8 maggio 1945;
- URSS (URSS): per le operazioni nell'ala da caccia Normandie-Niemen tra il 28 novembre 1942 e l'8 maggio 1945;
- ATLANTIQUE (Atlantico): per le operazioni navali tra il 3 settembre 1939 e l'8 maggio 1945;
- MANCHE (Manica): per le operazioni navali tra il 3 settembre 1939 e l'8 maggio 1945;
- MER DU NORD (Mare del Nord): per le operazioni navali tra il 3 settembre 1939 e l'8 maggio 1945;
- MÉDITERRANÉE (Mediterraneo): per le operazioni navali tra il 3 settembre 1939 e l'8 maggio 1945.

La barretta: "ITALIE" (Italia) è stata abrogata nel 1953 in seguito all'istituzione della Médaille commémorative de la campagne d'Italie 1943-1944.
Altri sette barrette recanti gli anni "1939", "1940", "1941", "1942", "1943", "1944" e "1945" erano disponibili quando l'atto commemorativo ha avuto luogo fuori dal teatro e/o date citate sopra.
Altri due barrette furono autorizzate da indossare sulla medaglia:
- DÉFENSE PASSIVE (Difesa passiva): per coloro che percepiscono una pensione di invalidità a seguito di infortunio sul lavoro finalizzato alla protezione della popolazione civile (decreto del 2 agosto 1949).
- ENGAGÉ VOLONTAIRE (Arricchito di volontariato): per coloro in grado di dimostrare di essersi arruolati volontariamente per il servizio nella guerra del 1939-1945.

## Destinatari degni di nota (elenco parziale)
- Generale Philippe Leclerc de Hauteclocque;
- Generale Marie-Pierre Kœnig;
- Eroe partigiano Jean Moulin;
- Generale Alphonse Juin;
- Generale Charles de Gaulle;
- Generale Henri Giraud;
- Colonnello Peter J. Ortiz;
- Aviatore Pierre Clostermann